# Delegado de polícia
Delegado de Polícia é, no Brasil, uma carreira de Estado composta por servidores públicos pertencentes aos quadros das Polícias Civis ou da Polícia Federal. Nas Polícias Civis, por delegação legal recebida no ato de investidura do cargo, nos termos dos respectivos Estatutos Funcionais, representam os chefes das instituições policiais nas circunscrições de polícia para as quais são designados, exercendo as suas competências e atribuições no desempenho das funções. Na Polícia Federal presidem os Inquéritos Políciais e dirigem as atividades de Polícia Judiciária, porém, o exercício de funções de chefias administrativas depende de nomeação em cargo em comissão.

## Definição
De acordo com a Constituição Federal do Brasil, o delegado de polícia chefia uma delegacia de Polícia Civil, podendo, também, ser nomeado para diversos cargos da estrutura administrativa da corporação a que pertence. Já para a Polícia Federal, o delegado de polícia representa a estrutura de Polícia Judiciária, e a presidência de Inquéritos Policiais, porém, somente chefiará uma delegacia ou setor caso seja nomeado para Cargo em Comissão.
Como todos os demais cargos efetivos do serviço público, o ingresso é feito mediante concurso público (art. 37, inciso II, da Constituição Federal). É exigido também que o candidato seja bacharel em direito (art. 3° da Lei 12.830/13). Portanto, desde 1988, ficaram os governos estaduais impedidos de efetuarem nomeações políticas sem concurso público nas Polícias Judiciárias.

## Atribuição e competência
São atribuições do delegado de polícia, dentre outras previstas em Lei:
- lavrar autos de prisão em flagrante e termos circunstanciados;[3]
- presidir inquéritos policiais, conduzindo os rumos das investigações e formalmente elaborando portarias, despachos interlocutórios, relatórios finais de inquéritos[3] e de termos circunstanciados;[4]
- apreender objetos que tiverem relação com o fato delituoso;[3]
- requisitar perícias em geral para a formalização da prova criminal;[3]
- elaborar relatórios, bem como representar pela decretação judicial de prisões cautelares (temporárias e preventivas);[5]
- arbitrar fiança quando a pena máxima cominada ao delito seja de até 4 anos;[5]
- determinar o afastamento de qualquer servidor público que venha a indiciar pelo crime de lavagem de dinheiro;[6]

## Equivalente em outros países
O cargo de delegado de polícia, corresponde ao de comissário[carece de fontes?] de algumas polícias estrangeiras, como é o caso dos comissários da Polícia Nacional, da França, da Polícia do Estado, da Itália e da Polícia Federal Argentina. Há que se ressaltar contudo, que em tais países não é exigida a formação específica em Direito, tal como ocorre no Brasil.
Em outros países, como Estados Unidos, Alemanha, e Reino Unido, não existe similar ao delegado de polícia brasileiro. Em tais locais, as polícias são estruturadas na forma de carreira única. É o que ocorre, por exemplo, no FBI norte-americano, onde todos os policiais são Special Agents (agentes especiais) e as promoções ocorrem dentro dessa carreira. Depois de certo tempo de serviço, progride-se às funções de supervisão, chefia e direção do órgão. É exigido curso superior em qualquer área de formação para ingresso. No mesmo sentido, a Scotland Yard, onde só é possível ingressar como Police Officer.
Na maioria dos departamentos policiais americanos a nível municipal, também há uma carreira única, onde o policial ingressa nas funções de policiamento ostensivo. Depois de certo tempo de serviço, progride-se às funções de investigação, podendo chegar ao fim nas funções de supervisão, chefia e direção do órgão. Há também as polícias do condado, entidade intermediária entre o estado e a cidade, cujos departamentos de polícia são chefiados por um cidadão, eleito democraticamente mediante voto direto do povo, para exercer um mandato fixo (por determinado período de tempo). Tal cargo normalmente é designado pela nomenclatura de Sheriff, e possui atribuições semelhantes a um secretário de segurança pública brasileiro.
Assim, fica claro que não existe esta teratologia chamada de “ciclo completo” nos Estados Unidos, uma vez que há inúmeras policiais federais e estaduais responsáveis por atividades ora investigativas, ora exclusivamente ostensivas (US MARSHALS, por exemplo). Ademais, no âmbito estadual, cada polícia de condado dos Estados Unidos possui chefes de polícia, em regra, eleitos pela comunidade, denominados xerifes.
“Na França os órgãos responsáveis pela garantia da segurança pública são a Polícia Nacional (Police Nationale) e a Gendarmaria Nacional (Gendarmerie Nationale), encarregados das atividades de polícia judiciária e de manutenção da ordem pública, vinculados ao Ministério do Interior e cujas atribuições são repartidas com base em critério territorial. Enquanto a Polícia Nacional tem estatuto civil e circunscrição nos municípios com mais de 10 mil habitantes, a Gendarmaria tem estatuto militar e atua nos municípios com até 10 mil habitantes, salvo se houver decreto do Ministro do Interior em sentido contrário. Até há pouco tempo, a Gendarmaria estava vinculada ao Ministério da Defesa". CABRAL & SOUZA (2013)
"Atualmente, o complexo sistema político espanhol vem sendo considerado pelos estudiosos em ciência política como um “Estado de Autonomias”, o que equivale a um estado formalmente unitário, mas que na prática funciona como uma federação bastante descentralizada, composta por comunidades autônomas, cada uma delas com diferentes níveis de autogoverno (...) No âmbito nacional, existem duas instituições policiais: o Corpo Nacional de Polícia – CNP (também conhecido como Policía Nacional), de natureza civil, e a Guarda Civil (Guardia Civil, popularmente conhecida como La Benemérita), de natureza militar. Ambas as instituições integram o conceito constitucional de “Forças e Corpos de Segurança do Estado” (Fuerzas y Cuerpos de Seguridad del Estado), sendo ambos enquadrados como órgãos da Secretaria de Estado de Segurança (Secretaría de Estado de Seguridad), que por sua vez é vinculada ao Ministério do Interior". CABRAL & SOUZA (2013).

## Críticos e apoiadores do modelo brasileiro
A exigência do bacharelado em direito para delegados é citada por Fiona Macaulay, professora da Universidade de Bradford (Reino Unido), como um elemento de sobreposição entre a polícia e o sistema judicial: "Assim, por exemplo, a polícia civil no Brasil não constitui uma mera força investigativa, como em outros países, exercendo uma função quase judicial. A investigação policial espelha aquela conduzida pelos tribunais, convertendo o delegado de polícia – obrigatoriamente graduado em direito – em um juiz de instrução de facto, e a delegacia em uma 'vara', conduzida por um 'escrivão'."
De opinião contrária, o presidente da Associação Nacional dos Procuradores da República (ANPR), Alexandre Camanho, afirma que estudos questionam a necessidade de a condução formal de uma investigação ser feita por um bacharel de direito: "por exemplo, crimes cibernéticos. O que é que um bacharel em direito sabe sobre isso? Crimes financeiros, com manipulação contábil. O que um bacharel de direito sabe sobre isso? (...) É importante que haja um debate nacional sobre um novo formato de investigação que seja fundamentado não na manutenção do status de um segmento corporativo, mas no princípio da eficiência. O problema é o nosso modelo de investigação. Com a modernização da polícia, ficou cada vez mais evidente que o modelo do inquérito policial caminha para um arcaísmo inexorável. Na medida em que nós avançamos com técnicas de investigação mais modernas, ajustadas a critérios de eficiência e que acabe de vez com o inquérito policial, os delegados perderão o grande trunfo que têm em mãos hoje. A carreira específica de delegado de polícia passa a sofrer um questionamento natural: para que delegado de polícia?"
Mais amplas ainda são as críticas do estadunidense William Bratton. Ex-chefe de polícia municipal das cidades de Nova York e Los Angeles, Bratton é considerado uma espécie de "Steve Jobs" da polícia, alcançando tal fama por ter vencido o crime na cidade de Nova York, na década passada. Suas críticas são direcionadas à formação e sistemática das polícias brasileiras: "comecei a carreira como oficial de polícia. No Brasil, seria um soldado de polícia. Eu jamais conseguiria ascender e me tornar chefe de polícia. (...) Os soldados não podem chegar ao topo. E os policiais civis e investigadores são uma outra classe. Os delegados são advogados. É um sistema extraordinariamente complexo, que não tem a equidade existente na polícia dos Estados Unidos. Eu teria de ir a uma faculdade de direito para me tornar delegado. Em meu departamento, todo investigador pode chegar ao posto mais alto da carreira policial. Não ter chance de ascender é algo desestimulante em qualquer carreira. Não haveria por que ser diferente na polícia."